# Ветцель, Эрхард
Эрхард Ветцель (нем. Erhard Wetzel), в послевоенной историографии долгое время нередко ошибочно именовался Эрнст, Эрих или даже Альфред (7 июля 1903, Штеттин — 24 декабря 1975) — немецкий юрист, политический деятель нацистской Германии, эксперт Министерства оккупированных восточных территорий по «еврейскому вопросу» при Альфреде Розенберге, участник составления Генерального плана «Ост».
В послевоенное время Ветцель получил известность как автор так называемого письма о газовых камерах. Это письмо — до настоящего времени самый ранний известный документ, устанавливающий связь между акцией Т4 и систематическим уничтожением евреев в Европе. Кроме того, Ветцель известен участием в конференциях, последовавших в продолжение Ванзейской конференции.

## Карьера до прихода к власти нацистов
Сведения о его молодости крайне скудны. Ветцель был сыном судебного исполнителя. Родился в Штеттине, который во времена Вильгельма II входил в состав Германии (ныне польский город Щецин).
В 1921 году поступил в Берлинский университет им. Фридриха Вильгельма, где изучал юриспруденцию и политологию. В 1925 году сдал первый государственный экзамен в Апелляционном суде в Потсдаме. С 1925 года служил в Потсдаме в прокуратуре, в местном окружном и областном суде, а также в адвокатской конторе. В 1928 году в гёттингенском университете Георга-Августа ему была присвоена степень доктора юридических наук. После сдачи второго государственного экзамена с февраля 1930 по ноябрь 1933 года работал представителем адвоката и нотариуса в судах Берлина и Бранденбурга.

## Карьера при нацистском режиме
В мае 1933 года вступил в НСДАП. Первоначально работал представителем по связям с прессой местной нацистской партийной группы. В 1935 году получил должность юридического эксперта по расовым вопросам в Имперском руководстве НСДАП, хотя уже с 1934 года оказывал консультации по расовым вопросам статс-секретарю Роланду Фрайслеру, позднее президенту «Народного суда». Ветцель работал также под началом Генриха Гиммлера в управлении Имперского комиссара по укреплению немецкой народности.
После начала 2-й мировой войны был уполномоченным по расово-политическим вопросам при начальнике гражданского управления в Позене, группенфюрера СС Артура Грайзера. Всего через несколько дней, 25 ноября 1939 года, вместе с Г. Хехтом составил секретный меморандум под заголовком «Вопрос об обращении с населением бывших польских земель с расово-политической точки зрения», где речь шла о «депортации» поляков и евреев в «оставшиеся свободными земли» (Restgebiet). В меморандуме, в частности, писалось:
«Основное имущество поляков подлежит изъятию. Собственную культурную жизнь следует исключить; никаких польских школ, никакой церковной службы на польском языке; никаких польских ресторанов, театров, газет и т. п.»
В апреле 1940 года Ветцель был назначен начальником отдела в расово-политической службе.
После нападения Германии на СССР и официального назначения А. Розенберга на должность министра оккупированных восточных территорий работал в новообразованном министерстве референтом по еврейскому вопросу в политическом отделе.
Вплоть до конца войны занимался вопросами «онемечивания» оккупированных земель и «окончательного решения» еврейского вопроса, разработал ряд меморандумов на эти темы.

## Послевоенная биография
В 1945 году Ветцель попал в руки советских войск на территории Восточной Германии и находился в заключении. В 1950 году суд ГДР приговорил его к длительному тюремному заключению. 31 декабря 1955 года освобождён и с 1956 года — советник министерства внутренних дел Нижней Саксонии. В 1958 году вышел на пенсию «по состоянию здоровья».
Во время процесса над Адольфом Эйхманом всплыла роль Ветцеля как участника совещаний в продолжение Ванзейской конференции. В его отношении прокуратура Ганновера начала следствие, которое было прекращено 9 декабря 1961 года. Относительно меморандума, который он написал 25 ноября 1939 года, прокуратура, в частности, заметила: «Хотя содержание меморандума является омерзительным и свидетельствует о низких и беспощадных взглядах, из него не явствует уголовно наказуемое преступление». Далее прокуратура писала: «Ветцель — юрист, (…) очень проворный, в прекрасном физическом и душевном состоянии. Предполагается, что он уже давно предвидел, что против него будет начато это расследование. Для него не представляет труда получить информацию о собранных против него материалах. (…) При этом он, вероятно, не сможет не заметить, что если речь пойдет о возбуждении уголовного дела, то доказательств против него недостаточно. В том, что касается документов, которые он не мог бы отрицать, он естественно сошлется на приказы и распоряжения своих начальников».